# روابط افغانستان و روسیه

دیدار پوتین و اشرف غنی

روابط افغانستان و روسیه به روابط میان افغانستان و فدراسیون روسیه گفته می‌شود. هرچند نام افغانستان همواره تداعی‌کننده خاطره‌ای تلخ در سیاست خارجی روسیه است که در ادبیات سیاسی روسیه از آن تحت عنوان «سندروم افغان» یاد می شود. از این رو  روس‌ها تا سال‌ها پس از خاتمه جنگ در دوره شوروی مایل به پرداختن به این کشور نبودند، اما تهدیدات ناشی از افغانستان، مسکو را ناخواسته وادار به ورود به موضوعات مرتبط با این کشور کرده است. این اجبار از میانه دهه ۱۹۹۰ با ظهور طالبان و جدی شدن خطر سرایت افراط‌گرایی اسلامی به آسیای مرکزی و سپس روسیه بیش‌ازپیش احساس شد. هرچند در دهه ۲۰۰۰ با ورود نیروهای آمریکا و ناتو به افغانستان توسعه جریان‌های افراط‌گرا تا حدودی مهار شد، اما کاهش نیروهای غربی و تصرف قندوز در اکتبر ۲۰۱۶ از سوی طالبان در ۷۰ کیلومتری مرز تاجیکستان و حملات مشابه به شهرهای دیگر از جمله فاریاب در نزدیکی مرزهای ترکمنستان زنگ خطری برای آسیای مرکزی و روسیه بود.

## افغانستان به‌عنوان منبع تهدید برای روسیه
افغانستان در دوره پساشوروی بیش از آنکه منبع منافع برای مسکو باشد، منبع تهدید بوده است. این تهدیدات در سه سطح قابل طبقه بندی است. سطح نخست، تهدیدات متوجه فدراسیون روسیه در خاک افغانستان؛ دوم، تهدیدات متوجه فدراسیون روسیه در منطقه اوراسیای مرکزی؛ سوم، تهدیدات افغانستان در خاک روسیه. تروریسم، مواد مخدر و افراط گرایی اسلامی مهمترین تهدیدات افغانستان علیه منافع و امنیت فدراسیون روسیه است.
به باور کرملین، هدف عملیات آمریکا و ناتو در افغانستان نه برای مقابله با تروریسم، بلکه حتی تحریک تروریسم برای بهره‌برداری سیاسی و نظامی و اعمال فشار مستقیم و غیرمستقیم بر همسایگان افغانستان از جمله چین، هند، پاکستان، ایران، آسیای مرکزی و روسیه است. در نگاه روس‌ها، همچنان که آمریکا از افغانستان برای تحمیل شکستی بزرگ به شوروی استفاده کرد، هنوز نیز می‌تواند از این کشور برای اعمال فشار بر روسیه استفاده نماید. اما رویکرد سیاسی و ژئوپلیتیکی روسیه به افغانستان تنها معطوف به رقابت و موازنه‌سازی با غرب نیست و کرملین به ایجاد موازنه با سایر قدرت‌ها چون چین، هند و دیگر همسایگان این کشور از جمله ایران و پاکستان نیز توجه داشته و دارد.

## روابط روسیه و طالبان
اولین تماس‌های روسیه با طالبان در سال ۱۹۹۵ به‌صورت غیررسمی و برای آزاد کردن هفت خدمه ایلیوشین-۷۶ این کشور انجام شد که به دست طالبان اسیر شده بودند.
در دهه ۲۰۰۰ نیز پس از قدرت‌یابی القاعده در افغانستان و تعامل میان روسیه و آمریکا در این کشور بعد از ۱۱ سپتامبر تفاوتی بین القاعده و طالبان دیده نشد و کرملین بر مقابله با همه این جریانات تأکید می‌کرد.
اما در دهه ۲۰۱۰ دیدگاه‌ها در روسیه در مورد طالبان به‌صورت نسبی تغییر کرده و تفاوت میان طالبان افغانستانی با طالبان پاکستانی، القاعده و داعش دیده می‌شود. در این رویکرد، برای طالبان میانه‌رو، کارکردهایی چون مقابله ایذایی یا حتی ایجابی با ناتو و آمریکا و به‌ویژه علیه قدرت‌یابی داعش در افغانستان نیز فرض می‌شود. برای به خدمت گرفتن این کارکردها است که با میانجی‌گری تاجیکستان تماس‌هایی میان روسیه و طالبان «میانه‌رو» برقرار شده است.
ارتباط با طالبان در حالی صورت گرفته که این گروه بر اساس تصمیم سال ۲۰۰۳ دادگاه عالی روسیه به‌عنوان گروه تروریستی شناخته شده و هم‌اکنون در این لیست قرار دارد.